# Crystal Ball (álbum de Prince)
Crystal Ball es el vigésimo álbum de estudio del músico estadounidense Prince, lanzado el 3 de marzo de 1998 por NPG Records. Se trata del segundo álbum triple consecutivo del artista, después de Emancipation de 1996. El álbum se compone material inédito de antiguas sesiones de grabación. Contiene además dos discos adicionales, titulados The Truth y Kamasutra.

## Lista de canciones

### Disco 1
1. "Crystal Ball" - 10:28
2. "Dream Factory" - 3:07
3. "Acknowledge Me" - 5:27
4. "Ripopgodazippa" - 4:39
5. "Love Sign" (Shock G's Silky Remix) - 3:53
6. "Hide the Bone" - 5:04
7. "2morrow" - 4:14
8. "So Dark" - 5:14
9. "Movie Star" - 4:26
10. "Tell Me How U Wanna B Done" - 3:16

### Disco 2
1. "Interactive" - 3:04
2. "Da Bang" - 3:20
3. "Calhoun Square" - 4:47
4. "What's My Name" - 3:04
5. "Crucial" - 5:06
6. "An Honest Man" - 1:13
7. "Sexual Suicide" - 3:40
8. "Cloreen Baconskin" - 15:37
9. "Good Love" - 4:55
10. "Strays of the World" - 5:07

### Disco 3
1. "Days of Wild" (Live) - 9:20
2. "Last Heart"* - 3:01
3. "Poom Poom" - 4:32
4. "She Gave Her Angels" - 3:53
5. "18 & Over" - 5:58
6. "The Ride" (Live) - 5:14
7. "Get Loose" - 3:31
8. "P Control" - 6:00
9. "Make Your Mama Happy" - 4:01
10. "Goodbye" - 4:35